# Франсуаза де Шалу
Франсуаза де Шалу (24 лютого 1734, Шалю, — 7 липня 1821, Париж) — французька придворна дама. Вона була матір'ю Людовіка, графа де Нарбонна-Лара, можливо, короля Франції Людовика XV. Вона була попередницею Луїзи Єлісавети з Франції в 1749-59 роках і впливовою улюбленою пані-принцесою принцеси Марії Аделаїди з Франції в 1764—1800 роках.

## Життя
Франсуаза де Шалу була дочкою Габріеля де Шалу, сеньйора де Сансака та Клер Жеро де Солагес.

### Леді в очікуванні Луїзи Єлісавети
10 липня 1749 року вона вийшла заміж за знатного дона іспанського походження Жана Франсуа, генерал-лейтенанта армії, командувача від імені короля єпархій Кастр, Альбі та Лаваура, 1-й джентльмен палати ВПЧ герцог Пармський (Аубіак, Лот-ет-Гаронна, 27 грудня 1718 — 12 серпня 1806). Її чоловік був членом іспанського оточення Марії Луїзи Єлісавети з Франції, яка в той час відвідувала французький суд. Франсуаза де Шалу залишила Францію, переїхавши зі своїм чоловіком до герцогства Парма в Італії, та десять років служила дамою Єлісавети Франції.

### Обставини навколо її сина
У 1755 році вона стала матір'ю Луї, конт де Нарбонна-Лара. Стверджується, що Людовик XV був біологічним батьком. Згідно з документами Військового архіву, її чоловік Жан Франсуа де Нарбонна-Лара був поранений на 8 років раніше у Війні за австрійську спадщину (1747 р.), З цього моменту він не міг мати потомство. Хрещення Луї, граф Нарбонна-Лара — ще одне свідчення цього батьківства. Його звали Луї, і його сучасники зауважували про схожість між Людовиком і Королем.

### Дама Аделаїди
Після смерті Єлісавети Французької в 1759 році Франсуаза де Шалу поселилася у Франції, а в 1764 році вона стала коханкою мадам Аделаїди; також в той час вона була підвищена до дами d'honneur в 1781 році. За повідомленнями, вона намагалася розібратися з герцогинею Де Сіврач, дамою д'хоннера мадам Віктоар, намагаючись відстояти двох сестер. Після приєднання Людовика XVI у 1774 р. Вона належала до того, що називалося «Старим судом» Месдамів у Беллеу. Її називали гордовитою та владною, і, хоча вона влаштовувала вечірки під ім'ям мадам Віктоар, під ім'ям Франсуаза де Шалу, як повідомляється, вони були не настільки успішними, оскільки соціально її темперамент не приваблював людей.
Чутки стверджували, що насправді мадам Аделаїда була біологічною матір'ю Луї де Нарбонни через інцестуальні стосунки з її батьком Людовиком XV. Немає доказів того, що ці чутки були правдивими, хоча Луї де Нарбонна був призначений шевельєром Аделаїди, і, як повідомляється, її зіпсований фаворит, а також син її улюбленої дами, що чекає, і вона, як повідомляється, «зробила величезні жертви своїм капризам». Як повідомляється, його мати регулярно змушувала Аделаїду виплачувати свої борги:
"Пані де Нарбонна, владна як і раніше, цілком панувала примхами її сина Конта Луїса. Коли він вчинив будь-яку нерозумність і просив жадання: гроші, її недоброзичливість була нестерпною, і вона звернула це головним чином на мадам Аделаїду, зробивши свій будинок нестерпним. Через кілька днів бідна Принцеса зробила б: викупи її спокій у важких грошах. Таким чином Конт де Нарбонна отримав величезні суми без найменших проблем і: це сприймається легко ".

### Вигнання
Франсуаза де Шалу була єдиною дамою, що чекала Аделаїду, якій дозволено супроводжувати її з Версальського палацу після Жіночого маршу у Версалі після спалаху Французької революції 6 жовтня 1789 р. У лютому 1791 року вона належала до великої дружини, яка супроводжувала Аделаїду та її сестру Віктоар з Франції до Риму. Під час перебування в Римі в 1791-96 рр. Суд Месдамів розділився на дві суперницькі фракції, очолювані головою леді-чеканки мадам Аделаїди, де Нарбонни, та її колегою по двору мадам Віктоар, Анжелік Віктоар, Comtesse de Chastellux, яких називали фракцією Нарбонна та фракцією Chastellux.